# Mothocya epimerica
Mothocya epimerica är en kräftdjursart som beskrevs av Costa 1851. Mothocya epimerica ingår i släktet Mothocya och familjen Cymothoidae. Inga underarter finns listade i Catalogue of Life.